# Şenol
Şenol  è un nome proprio di persona turco maschile e femminile.

## Origine e diffusione
Il nome è formato dal termine turco şen, che significa "felice", "gioioso", "allegro" e dalla seconda persona singolare dell'imperativo del verbo olmak, "essere", "diventare": significa quindi letteralmente "sii felice".
Non si tratta di un nome particolarmente diffuso: in Turchia, fu tra i primi 100 nomi più popolari soltanto ad inizio degli anni ottanta del XX secolo.

## Onomastico
Il nome è adespota, non essendo portato da alcun santo. L'onomastico si può festeggiare il 1º novembre, giorno in cui cade la festa di Ognissanti. 

## Persone

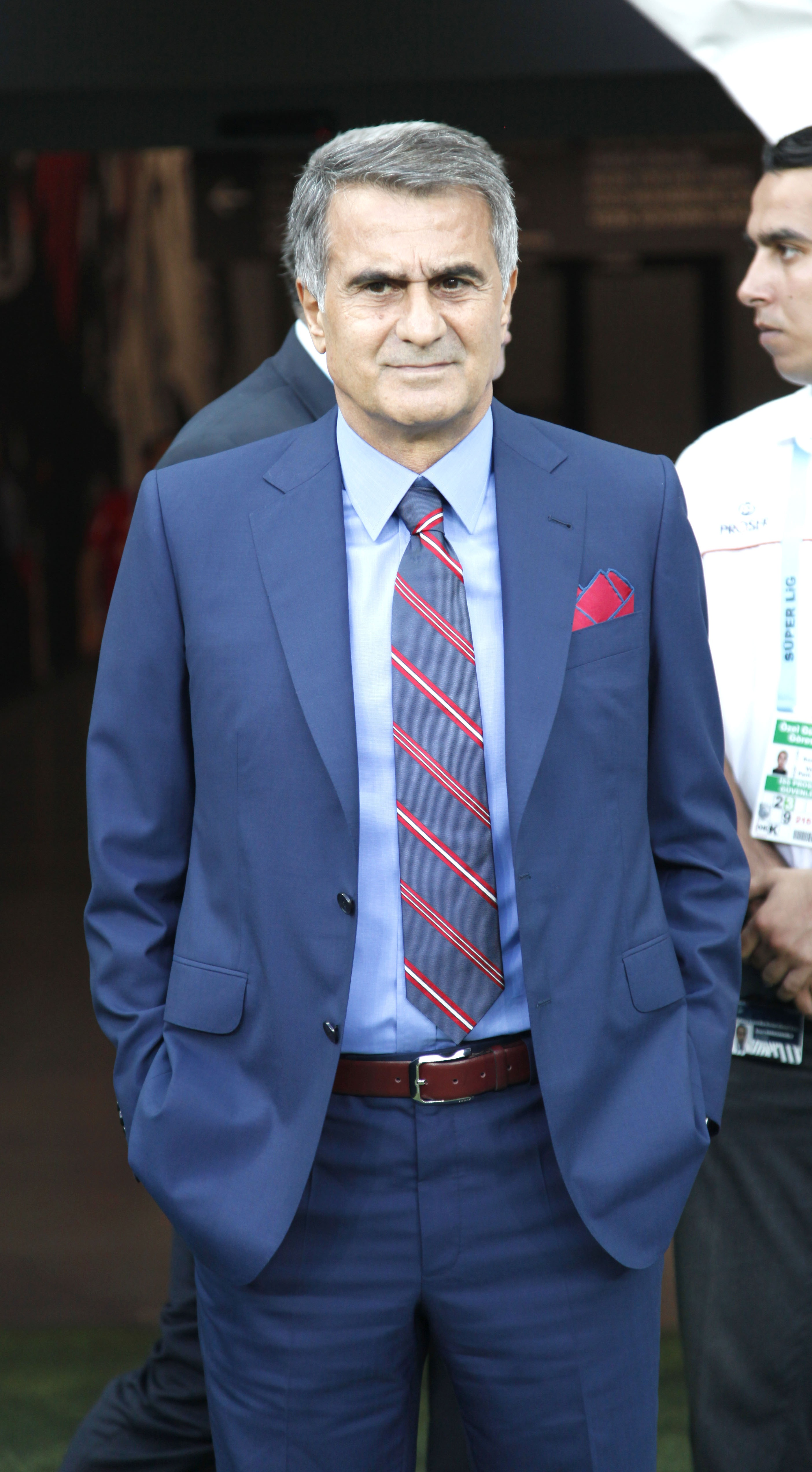
Şenol Güneş

### Maschile
- Şenol Can, calciatore bulgaro
- Şenol Çorlu, calciatore turco
- Şenol Fidan, calciatore e allenatore di calcio turco
- Şenol Güneş, calciatore e allenatore di calcio turco